# Хосе Пінтос Салданья
Хосе Пінтос Салданья (ісп. José Pintos Saldanha, нар. 25 березня 1964, Артигас) — уругвайський футболіст, що грав на позиції захисника.
Виступав, зокрема, за клуб «Насьйональ», а також національну збірну Уругваю.
У складі збірної — володар Кубка Америки.

## Клубна кар'єра
У дорослому футболі дебютував 1984 року виступами за команду клубу «Насьйональ», в якій провів десять сезонів, взявши участь у 401 матчі чемпіонату. Більшість часу, проведеного у складі «Насьйоналя», був основним гравцем захисту команди.
Завершив професійну ігрову кар'єру у клубі «Прогресо», за команду якого виступав протягом 1995 року.

## Виступи за збірну
1987 року дебютував в офіційних матчах у складі національної збірної Уругваю. Протягом кар'єри у національній команді, яка тривала 5 років, провів у формі головної команди країни 12 матчів.
У складі збірної був учасником розіграшу Кубка Америки 1987 року в Аргентині, здобувши того року титул континентального чемпіона, розіграшу Кубка Америки 1989 року у Бразилії, де разом з командою здобув «срібло», чемпіонату світу 1990 року в Італії, а також розіграшу Кубка Америки 1991 року в Чилі.

## Титули і досягнення
- Чемпіон Уругваю (1):

«Насьйональ»: 1992
- Володар Кубка Лібертадорес (1):

«Насьйональ»: 1988
- Володар Міжконтинентального кубка (2):

«Насьйональ»: 1988
- Переможець Рекопи Південної Америки (1):

«Насьйональ»: 1989
- Переможець Міжамериканського кубку (1):

«Насьйональ»: 1989
- Володар Кубка Америки (1): 1987
- Срібний призер Кубка Америки: 1989